# ویلهلم لیبکنشت

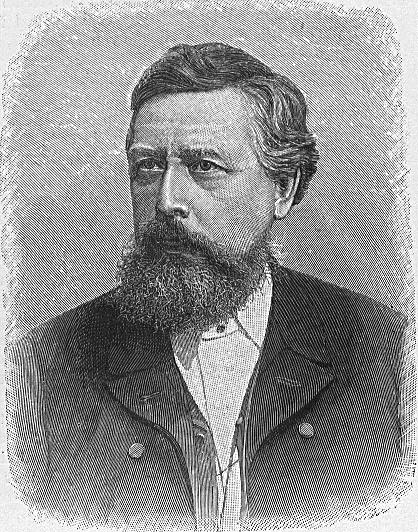
ویلهلم لیبکنشت.

ویلهلم لیبکنشت (به آلمانی: Wilhelm Liebknecht) (زاده ۲۹ مارس ۱۸۲۶ – درگذشته ۷ اوت ۱۹۰۰) انقلابی آلمانی، رفیق و دوست نزدیک مارکس در اتحادیه‌های کمونیست‌ها در دههٔ ۱۸۴۰ و از بنیانگذاران، پیش‌کسوتان و رهبران حزب سوسیال دموکرات آلمان بود.

## زندگی
لیبکنشت در گیسن آلمان به دنیا آمد. او پسرکی یتیم بود و توسط خانواده‌ای بزرگ شد که او را به دانشگاه‌های آلمانی فرستادند.
در دوران دانشجویی او شدیداً تحت تأثیر اندیشه‌های سوسیالیستی قرار گرفت. به سال ۱۸۴۶ به سوئیس نقل مکان کرد و همین‌جا بود که او ابتدا به معلمی و سپس به وکالت مشغول شد.
در بحبوحهٔ انقلاب ۱۸۴۸ آلمان، لیبکنشت به این کشور بازگشت. او شورش ناموفقی برای تشکیل جمهوری مستقلی در ایالت بادن آلمان رهبری کرد و پس از شکست این حرکت، زندانی شد و هشت ماه در زندان ماند.
پس از آزادی‌اش در ۱۸۴۹ لیبکنشت به لندن رفت و ۱۳ سال از عمرش را به نوشتن و تدریس، و همکاری نزدیک با کارل مارکس پرداخت.
به سال ۱۸۶۲، او به برلین مهاجرت کرد و سردبیر روزنامهٔ تندرو «نوردیش آلگماینه زایتونگ» شد. اما مدتی بعد، وقتی متوجه شد که این روزنامه، عملاً، در خدمت منافع دولت‌مردی پروسی، شاهزاده اتو فون بیسمارک، (که برای اتحاد ایالات آلمانی زیر کنترل دولت پروس تلاش می‌کرد) کار می‌کند، از سمت خود استعفا داد.
به سال ۱۸۶۵، او به خاطر مخالفت با رژیم آلمان از پروس اخراج شد.
لیبکنشت به لایپزیگ آلمان رفت و همان‌جا به سازمان‌دهی فعالیت‌های سوسیالیستی ادامه داد و باعث شد که رهبر و نویسندهٔ معروف آلمانی، اوت ببل، به سوسیالیسم گرایش پیدا کند. ببل بعدها از مؤسسان حزب سوسیال دموکرات آلمان گشت.
در سال ۱۸۶۷، لیبکنخت به پارلمان آلمان شمالی (رایشتاگ) راه یافت.
او شدیداً با جنگ فرانسه و پروس(۱۸۷۱–۱۸۷۰)، که تلاشی از سوی بیسمارک برای خلاص شدن از شر نفوذ فرانسه و در نتیجه، آسان سازی فرآیند یکپارچگی آلمان بود، مخالف بود. فعالیت‌های ضد-جنگ لیبکنشت باعث شد، او در سال ۱۸۷۲ دوباره زندانی شود.
لیبکنشت، پس از این‌که در ۱۸۷۴ از زندان آزاد شد، همهٔ تلاش خود را برای اتحاد همهٔ سوسیالیست‌های آلمان در قالب یک حزب سیاسی به کار بست. هدفی که سال بعد به دست آمد. لیبکنشت بسیاری را حزب سوسیال دموکرات آلمان گرد هم آورد و تا پایان عمر سردبیر ارگان این حزب، فورورتس، (به معنی به پیش) بود.
او تا آخرین لحظهٔ عمر، با نظامی‌گری مخالف بود و آخرین دورهٔ زندان خود را در سال ۱۸۹۶ برای مبارزات ضد جنگی گذراند.